# Izland világörökségi helyszínei
Izland területéről eddig három helyszín került fel a világörökségi listára, hat helyszín a javaslati listán várakozik a felvételre. 
| | Þingvellir Nemzeti Park |
| 2004 |                         |
| Kulturális (III)(VI) |                         |
| Védett terület: 9 270 ha, hivatkozás: 1152 |                         |
| Az Izland délnyugati részén található nemzeti park történelmi és szimbolikus jelentősége egyaránt fontos. Az európai és amerikai kőzetlemezek töréspontján fekvő területet 1928-ban nyilvánították nemzeti parkká. A park a hideg övi tundrára jellemző növényvilágnak ad otthont. Itt volt a helyszíne annak a gyűlésnek, amelyen minden szabad férfi részt vehetett. Az évente két hétig tartó összejövetelen törvényeket hoztak, vitákat rendeztek el és az egész országot érintő kérdésekről határoztak, ezek közül a legjelentősebb a kereszténység felvétele volt 1000 körül. A gyűlések 930 és 1798 között zajlottak, de a hely ezután is megőrizte szimbolikus jelentőségét, ennek következtében 1944-ben itt kiáltották ki a független Izlandi Köztársaságot. A világörökségi helyszín fontos része az Almaannagjá „Minden Férfiak Szurdoka”, ahol a meredek sziklafalak torzítás mentesen verték vissza a beszélők hangját. Ezen kívül hozzá tartozik a Thingvallavatn-tó, és körülbelül ötven tőzegből és kőből épített fülke. A feltételezések szerint a föld alatt eddig fel nem tárt 10. századi maradványok lehetnek. A területen egy évezreden keresztül földművelést is folytattak, ennek 18. és 19. századi emlékei mai is felismerhetőek. |                         |

| | Surtsey |
| 2008 |         |
| Természeti (IX) |         |
| Védett terület: 3 370 ha, puffer zóna: 3 190 ha, hivatkozás: 1267 |         |
| Az Izland déli partjaitól 32 kilométerre emelkedő sziget 1963 és 1967 között intenzív vulkanikus tevékenység következtében jött létre. Földrajzilag elszigetelt területét létrejötte óta törvénnyel védik, nem látogatható. Kialakulása óta tudományos célokra használják, az állat- és növényvilág emberi beavatkozástól mentes megtelepedését figyelik meg rajta. A part menti erózió miatt a sziget fele már eltűnt, száz éven belül további jelentős részei semmisülnek meg, hosszabb távon valószínűleg csak legellenállóbb sziklamagja marad meg. Az erózió mellett felszínét a szárazföld alatti üledék tömörödése is csökkenti. Már egy évvel kialakulását követően megjelentek rajta az első élőlények, ezek tengeráramlatok által odaszállított magvak, penészfajták, baktériumok és gombák voltak. Később a mohák és a zuzmók telepedtek meg a területen, amelyeket rövidesen fejlettebb fajok, madarak és rovarok követtek. Jelenleg a szigeten 60 edényes növény-, 75 moha-, 71 zuzmó- és 24 gombafajt, valamint 335 gerinctelen és 89 madárfajt tartanak nyilván. |         |

| | Vatnajökull Nemzeti Park |
| 2019 |                          |
| Természeti (VIII) |                          |
| Védett terület: 1 482 000 ha, hivatkozás: 1604 |                          |
| Ez a vulkáni régió több mint 1 400 000 hektárt foglal el, ami az ország teljes területének nem egészen 14%-a. Tíz vulkán található benne, ezek közül nyolc jégréteg alatt fekszik. Közülük kettő az izlandi vulkánok közül a legaktívabbak közé tartozik. A kölcsönhatás a vulkánok és a hasadék (ami a Vatnajökull jégsapka alatt fekszik) között sokféle formát ölthet. Ezek között a leglátványosabbak a hirtelen áradások amelyet a gleccser szélének mozgása okoz egy kitöréskor. Ez a visszatérő jelenség síkságok kiemelkedését okozza, valamint folyórendszerek és gyorsan mélyülő kanyonok kialakulását. A vulkanikus térségben egyedülálló endemikus vízalatti fauna jött létre, ami a jégkorszakot is túlélte. A jégsapka a 18. században érte el legnagyobb kiterjedését azóta húzódik vissza, visszahúzódása a klímaváltozás következtében gyorsul. |                          |

## Elhelyezkedésük
| Þingvellir Nemzeti Park Surtsey Vatnajökull Nemzeti Park |

## Javasolt helyszínek
| Megnevezés                                                            | Kép | Típus      | Kritérium        | Év   | Link |
| --------------------------------------------------------------------- | --- | ---------- | ---------------- | ---- | ---- |
| Torfajökull vulkán/ Fjallabak természetvédelmi terület                |     | Természeti | VII, VIII        | 2013 | 5817 |
| Breiðafjörður Természetvédelmi Terület                                |     | Vegyes     | II, V, X         | 2011 | 5585 |
| Mývatn és Laxá                                                        |     | Természeti | VIII, IX, X      | 2011 | 5586 |
| Þingvellir Nemzeti Park kiterjesztés, viking helyszínek és emlékművek |     | Kulturális | III              | 2011 | 5587 |
| Þingvellir Nemzeti Park kiterjesztés, természeti értékek              |     | Természeti | VII, VIII, IX, X | 2011 | 5588 |
| Hagyományos építésű földházak                                         |     | Kulturális | III, IV          | 2011 | 5589 |